# Drăgoiești, Gorj
Drăgoiești este un sat în comuna Crasna din județul Gorj, Oltenia, România. Se află în partea de nord-est a județului, în ulucul depresionar subcarpatic.

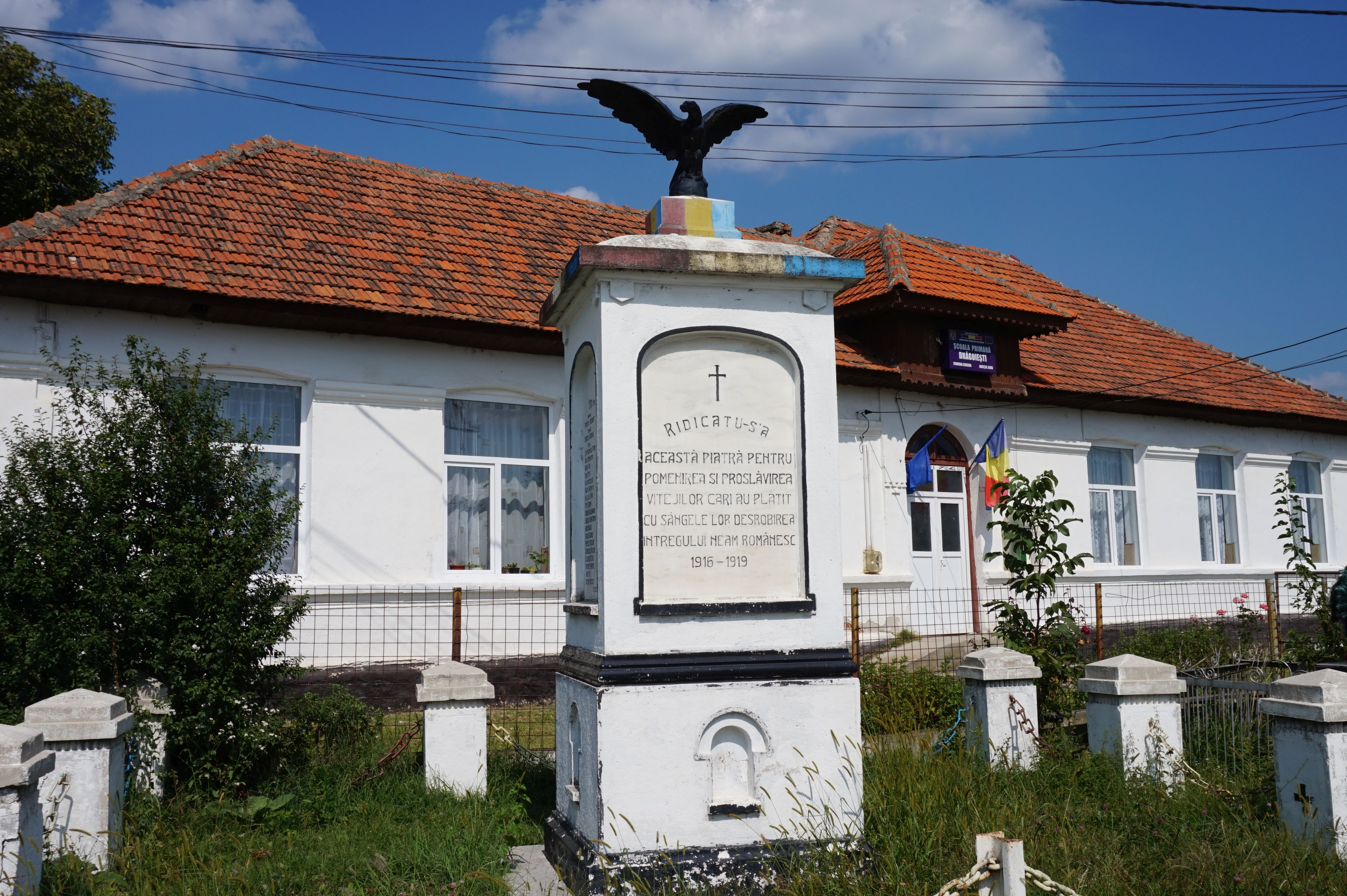
Monumentul eroilor din satul Drăgoiești, județul Gorj

## Vezi și
- Biserica de lemn din Drăgoiești, Gorj